# モデナ陸軍士官学校

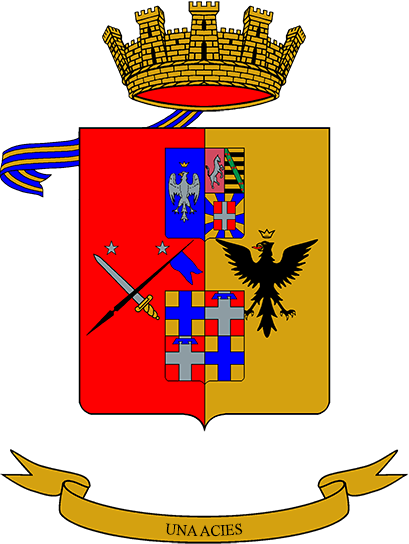
モデナ陸軍士官学校の校章

モデナ陸軍士官学校（モデナりくぐんしかんがっこう、Accademia militare di Modena）は、イタリア・モデナの士官学校。卒業生はイタリア陸軍およびカラビニエリに任官する。

## 沿革
1678年設立。